# هاردي نيلسون
هاردي نيلسون (بالسويدية: Hardy Nilsson)‏ هو لاعب هوكي الجليد سويدي، ولد في 23 يونيو 1947 في سكيلفتيا في السويد.

## وصلات خارجية
- هاردي نيلسون على موقع EliteProspects.com (الإنجليزية)
- هاردي نيلسون على موقع Eurohockey.com (الإنجليزية)
- هاردي نيلسون على موقع HockeyDB.com (الإنجليزية)